# 浜村淳の大阪夢散歩
『浜村淳の大阪夢散歩』（はまむらじゅんのおおさかゆめさんぽ）は、2005年3月27日まで関西テレビで日曜日 21:54 - 22:00 （JST）に放送されていた大阪市の広報ミニ番組（番組改編期と年末年始には放送を休止）。案内役は浜村淳。字幕放送実施。
毎回浜村淳とアシスタントの女性タレントが、大阪市内の名所・施設などを訪問し、行く先々で見つけた「夢」を独特の浜村節で紹介していた。最後の1年間は、伍芳、熊谷奈美、藤下佳乃子が交代でアシスタントを務めていた。

## 関連番組
- 浜村淳の人・街・夢（放送時間・曜日は違うが、実質の前番組）

| 関西テレビ 日曜日21:54 - 22:00 （ミニ番組放送枠） | 関西テレビ 日曜日21:54 - 22:00 （ミニ番組放送枠） | 関西テレビ 日曜日21:54 - 22:00 （ミニ番組放送枠） |
| 前番組                                            | 番組名                                            | 次番組                                            |
| ------------------------------------------------- | ------------------------------------------------- | ------------------------------------------------- |
| 不明                                              | 浜村淳の大阪夢散歩                                | 大好き!ひよこ生活                                 |